# Baza'i Gonbad
Baza'i Gonbad ou Bozaī Gumbaz est un village d'Afghanistan situé dans le corridor du Wakhan, à la jonction du Pamir Wakhan et du Petit Pamir, entre le Pamir et le Karakoram.